# Шпулер, Бертольд
Бертольд Шпулер (нем. Bertold Spuler; 5 декабря 1911, Карлсруэ, Германская империя — 6 марта 1990, Гамбург, Германия) — немецкий филолог, исламовед, историк, медиевист и востоковед, специализировавшийся на истории Восточной Европы и Востока, в первую очередь Ирана после исламского завоевания, в особенности на истории монгольских государств — Золотой Орды и Ильханата. Хабилитированный доктор. Один из авторов фундаментальной «Энциклопедии ислама» и энциклопедии «Ираника».

## Биография
Бертольд Шпулер родился 5 декабря 1911 года в Карлсруэ, Германская империя в семье офтальмолога Рудольфа Шпулера и Наталены, урождённой Линдер, из Силезии (ныне по большей части Польша). Здесь же он провёл своё раннее детство. Его семья была старокатоликами. На протяжении всей своей жизни Бертольд её активно посещал.
После поражения Германии в Первой мировой войне в стране начались экономические и социальные потрясения, которые Бертольду пришлось пережить будучи ещё ребёнком. В это время он посещал гимназию Бисмарка в Карлсруэ, где получил гуманитарное языковедческое образование с особым упором на греческий и латинский языки. По словам биографов Шпулера (Вернера Энде, Берта Фрагнера и Дагмара Риделя), Шпулер «обладал удивительной способностью к восприятию языков». Ещё в школьном возрасте он выучил такие языки как иврит, русский, польский, французский, английский, итальянский и испанский. Позже он изучил восточные языки, свободно владения персидским, арабским, османским и турецким языками. В годы власти нацистов, с 1930 по 1935 года Бертольд посещал сразу несколько университетов, как и многие в его время, получая образование в области классической филологии, истории, славянских языков и исламоведения. Первый год он учился в Гейдельберге, последующие два в Мюнхене, летом 1932 года обучаясь в Гамбурге, а окончил подготовку в Бреслау (ныне Вроцлав, Польша).

### Книги
На немецком
- Idel-Ural : Völker und Staaten zwischen Wolga und Ural. — Berlin: O. Stollberg, 1942. — 131 S.
- Iran in früh-islamischer Zeit; Politik, Kultur, Verwaltung und öffentliches Leben zwischen der arabischen und der seldschukischen Eroberung, 633 bis 1055. — Wiesbaden: Franz Steiner Verlag, 1952. — XXXII, 656 S. — (Akademie der Wissenschaften und der Literatur (Mainz, Germany); Orientalische Kommission; Veröffentlichungen).
- Geschichte der islamischen Länder :  [нем.] : in 3 Bd. / Hans-Joachim Kißling. — Leiden : E.J. Brill, 1952—1959.
- Die morgenländischen Kirchen. — Leiden ; Köln: E.J. Brill, 1964. — 244 S.
- Die Mongolen in Iran : Politik, Verwaltung und Kultur der Ilchanzeit 1220—1350. — Berlin: Akademie-Verlag, 1965. — XV, 579 S. — переработанная хабилитационная работа;
- Die Goldene Horde : die Mongolen in Russland, 1223—1502. — Wiesbaden: Otto Harrassowitz[нем.], 1965. — XVIII, 638 S.
- Regenten und Regierungen der Welt Teil 2, Bd. 3 Neuere Zeit 1492—1918. — Würzburg: Ploetz, 1966. — 526 S.
- Gegenwartslage der Ostkirchen in ihrer nationalen und staatlichen Umwelt. — Frankfurt am Main: Metopen-Verlag, 1968. — 427 S.

На английском
- The Disintegration of the Caliphate in the East // Cambridge History of Islam (англ.) / ed. by P. M. Holt[англ.]; Ann K. S. Lambton[англ.]; Bernard Lewis. — First ed. — Cambridge: Cambridge University Press, 1970. — Vol. IA: The Central islamic Lands from Pre-Islamic Times to the First World War. — 544 p.

На русском
- Золотая Орда. Монголы в России. 1223—1502 гг. / перевод М. С. Гатина при редакции И. А. Гилязова. — СПб.—Казань: Евразия; Институт истории им. Ш. Марджани АН РТ, 2018. — 560 с. — 2000 экз. — ISBN 978-5-8071-0380-2.
- Шпулер Бертольд; Кисслинг Ханс. Великие мусульманские империи. История исламских государств Ближнего Востока, Центральной Азии / перевод Л. А. Игоревского. — М.: Центрполиграф, 2022. — 319 с. — (Всемирная история). — ISBN 978-5-9524-5440-8.
- История мусульманского мира. Век халифов. Монгольский период / перевод Л. А. Игоревского. — М.: Центрполиграф, 2022. — 287 с. — (Всемирная история). — ISBN 978-5-9524-5425-5.

### Энциклопедии
ЭИ
- Ghaznawids / Spuler B. // Encyclopaedia of Islam. 2nd ed :  [англ.] : in 12 vol. / edited by B. Lewis; J. Schacht & Ch. Pellat. Assisted by J. Burton-Page, C. Dumont and V. L. Ménage. — Leiden : E.J. Brill, 1991. — Vol. 2. (платн.)

Ираника